# Wahlenbergia silenoides
Wahlenbergia silenoides là loài thực vật có hoa trong họ Hoa chuông. Loài này được Hochst. ex A.Rich. miêu tả khoa học đầu tiên năm 1850.